# اسلام‌گرایی شیعه

تصویری از روح الله خمینی

اسلام‌گرایی شیعه استفاده از اسلام شیعه در سیاست است. بیشتر مطالعات و گزارش‌های مربوط به اسلام‌گرایی بر جنبش‌های اسلام‌گرای سنی متمرکز بوده است. اسلام‌گرایی شیعه، که قبلاً ایدئولوژی بسیار کوچکی بود، پس از انقلاب ۱۳۵۷ به رهبری سید روح‌الله خمینی که سیاست‌های اسلام‌گرایی شیعی او به خمینیسم معروف است، تقویت شد.
شیعیان دوازده امامی اگرچه اقلیت جامعه مسلمانان جهان هستند اما اکثریت جمعیت کشورهای ایران، عراق، بحرین، جمهوری آذربایجان و اقلیت‌های قابل توجهی در افغانستان، هند، کویت، لبنان، پاکستان، قطر، سوریه، عربستان سعودی و امارات متحده عربی را تشکیل می‌دهند.
اسلام‌گرایی، به‌طور کلی، به عنوان یک جنبش احیاگر دینی برای بازگشت به متون اصلی و الهام گرفتن از مؤمنان اصلی اسلام تعریف شده و اسلام را دارای «نظام سیاسی» می‌داند.

## کتابشناسی
- Roy, Olivier (1994). The Failure of Political Islam. Harvard University Press. ISBN 978-0674291416. Retrieved 2 April 2015.